# 小云石脱忽怜
小云石脱忽怜（?—?），蒙古帝国畏兀儿人。
本是高昌回鹘吾鲁爱兀赤（大臣）。1211年，与其父的斤必里杰提跟随亦都护巴兒朮归附成吉思汗铁木真。曾随从征讨花剌子模国，返回后，奉事拖雷，拖雷把他当做养子。担任拖雷分地真定路宣差都达鲁花赤，授真定路断事官。后来居住在真定栾城。其子八丹。

## 延伸阅读
[在维基数据编辑]
 《元史·卷134》，出自宋濂《元史》